# Бријансоне
Бријансоне (фр. Briançonnet) насеље је и општина у Француској у региону Прованса-Алпи-Азурна обала, у департману Приморски Алпи која припада префектури Грас.
По подацима из 2011. године у општини је живело 231 становника, а густина насељености је износила 9,5 становника/km². Општина се простире на површини од 24,32 km². Налази се на средњој надморској висини од 1010 метара (максималној 1.600 m, а минималној 740 m).

## Демографија
| 1962. | 1968. | 1975. | 1982. | 1990. | 1999. | 2011. |
| ----- | ----- | ----- | ----- | ----- | ----- | ----- |
| 138   | 158   | 193   | 184   | 190   | 170   | 231   |

График промене броја становника у току последњих година